# Katedra Świętego Jana Chrzciciela w Mariborze
Katedra Świętego Jana Chrzciciela (słoweń. Stolnica svetega Janeza Krstnika) – najważniejszy obiekt sakralny w Mariborze, pochodzący z XII wieku, zbudowany w stylu romańskim. Jednak dzisiejszy wygląd jest wyglądem gotyckim z XIV wieku.

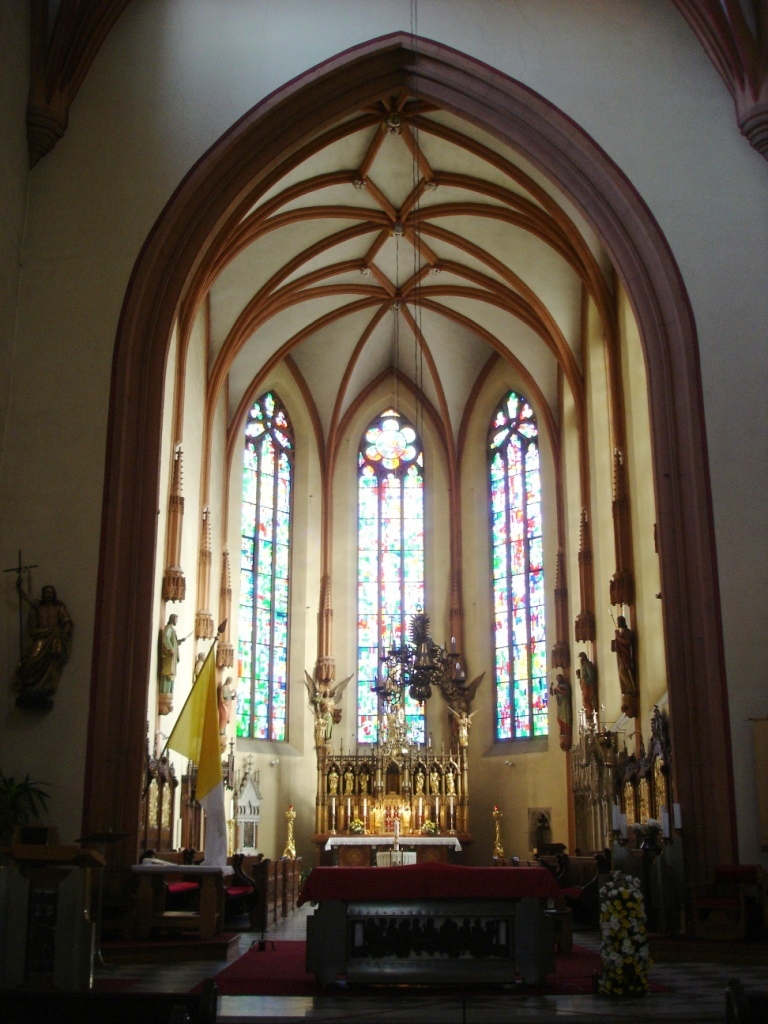
Wnętrze

Katedra posiada 54-metrową dzwonnicę, pochodzącą z końca XVIII wieku, zbudowaną w stylu klasycystycznym.
W 1996 roku w katedrze zostały złożone prochy Antona Martina Slomšeka (1800–62), słoweńskiego biskupa i polityka, który był beatyfikowany przez Jana Pawła II w 1999 roku. 